# 燐月-リンゲツ-
『燐月-リンゲツ-』は、2004年8月6日にSelenから発売された18禁恋愛ゲームである。小説化、コミック化、アダルトアニメ化などのメディアミックス展開した。

## 歴史
- 2004年8月6日、『燐月-リンゲツ-』初回版発売。同年8月27日に通常版が、10月29日にCD-ROM限定版が発売された。
- 2005年1月28日、『燐月 MINI FANDISC』および『燐月 Premium Box』発売。同年12月15日に『燐月-リンゲツ-』DVD-PG版発売。
- 2006年7月25日、OVA『燐月-リンゲツ- THE ANIMATION』第一話発売、第二話は同年8月25日発売、第三話は同年9月25日発売。
- 2007年10月26日、リメイク版『真・燐月』（しん りんげつ）発売。
- 2008年11月25日、OVA『真・燐月 上巻 真・祈り編』発売。
- 2009年3月25日、OVA『真・燐月 下巻 真・誓い編』発売。

## 概要
『燐月-リンゲツ-』を購入したユーザーから寄せられた要望を元に、鈴音ルートを追加、ハーレムルートを削除、ストーリーを若干修正したリメイク版『真・燐月』。ビジュアルファンブックやサウンドトラックを同梱した『真・燐月 PREMIUM EDITION』とゲーム本編のみの『真・燐月 STANDARD EDITION』が同時発売された。

## ストーリー
はるか昔、燐堂家は長年に渡って領民を苦しめていたもののけを退治した。しかし、その際に呪いを受けてしまい、それ以降女の子しか生まれてこなくなってしまった。困った燐堂家は易者に相談し、「強い霊力を持つ一族と交われば男子を授かることができる」というお告げを元に緋月家の娘を娶る。待望の男子は生まれたものの、それでも呪いを完全に解くことはできず三代ごとに緋月家の血を補充しなければならなくなってしまった。
そして今、その呪いが直人に襲い来る。緋月家の四姉妹のうち誰かを孕ませないと燐堂家が滅びてしまう。それぞれが納得のいかぬまま、直人と四姉妹の共同生活が始まった。

## 登場人物
キャストはゲーム／アニメの順。
燐堂 直人（りんどう なおと）
声 - なし／浅野要二（燐月）、陳大成（真・燐月）
本作の主人公。秋月学園3年生。
燐堂家の次期当主。幼い頃から跡取りとしての英才教育を受けてきた。言い伝えのことはあまり信じていないが、燐堂家から追い出されても困るため、しぶしぶ従っている。女性に対しては紳士的に接していて、言い伝えのためとはいえ無理やり襲おうとは考えていない。
緋月 鮎美（ひづき あゆみ）
声 - 北都南／同左
本作のメインヒロイン。緋月分家の三女。秋月学園3年生。
結衣子が嫁いだことを機に、家事を一手に引き受けている。そのため、クラスでは人気が高いものの、恋人を作る時間がないために彼氏はいない。初見の直人が見間違えるくらい鈴音と雰囲気が似ている。
緋月 美津菜（ひづき みつな）
声 - くろさわまゆ／同左
本作のヒロインの1人。緋月分家の四女。秋月学園の1年生。
非常に無口で感情の表現も薄い。周りに男性は父親しか居なかったために、性的な知識はほとんど無い。読書が好きで、よく学校の図書室にこもっている。辞書のかなりの部分を暗記しており、普段の会話で返事の代わりに辞書の内容を復唱するときがある。
緋月 詩乃（ひづき しの）
声 - みすみ／同左
本作のヒロインの1人。緋月分家の次女。秋月学園の教師。
学生時代に合気道や空手を習っていた。燐堂家の言い伝えをまるで信じておらず、直人に対して敵対心を抱いている。
緋月 結衣子（ひづき ゆいこ）
声 - 北条明日香／同左（燐月）
本作のヒロインの1人。緋月分家の長女。正和の妻。
緋月家の血を継いでいるため、直人の子供を生むためにと自身の身体を提供している。ゲーム開始時点で既に3か月ほど直人と肌を重ねているものの、いまだに妊娠の兆候がない。
燐堂 万蔵（りんどう まんぞう）
声 - It Dynama／吉川作創（燐月）、一一（真・燐月）
直人の曾祖父。
息子に当主の座を譲ってはいるものの、その影響力はいまだに大きい。直人の前の代の伝承者。直人にきつい言葉をかけるものの、それは自身の経験を元にした思いやりであり、直人の将来を案じている。
緋月 幸一（ひづき こういち）
声 - It Dynama
四姉妹の父親。
母親を早くに亡くした娘達を男手一つで育てている。何も考えていなさそうなのに、時々鋭い発言があるが、やっぱり何も考えていなさそうなおじさん。燐堂グループの会社で働いているのだが、何の仕事をしているのかは謎に包まれている。
緋月 正和（ひづき まさかず）
声 - It Dynama／広野大地（燐月）、一一（真・燐月）
緋月本家の跡取り。結衣子の夫で、鈴音の兄。
直人の側近であり、彼からも「正ニイ」と頼りにされている。かつて、自身の運転していた車が交通事故を起こし、妹の鈴音を死亡させた過去を持つ。それゆえ、燐堂家の跡継ぎづくりのため、妻の結衣子が身体を提供することを黙認している。
緋月 鈴音（ひづき すずね）
声 - 木村あやか（真・燐月）／北条明日香（燐月）、木村あやか（真・燐月）
本作のキーパーソン。直人の幼少期時代の婚約者。
小さい頃から直人の将来の相手としての教育を受けていたが、交通事故によって亡くなってしまう。交通事故にあった際、もののけの呪いによって魂を傷つけられ仮死状態に陥ってしまう。生命に別状は無いものの回復の目処が立たず、直人が跡継ぎを作らなければいけない期限が迫っていたため、事実は伏せられ死亡扱いにされた。生前は、非常に明るく誰に対しても物怖じしない性格で、万蔵に対しても「万ちゃん」と呼び慕うくらいの人懐っこさも持っていた。

## スタッフ
- 企画・ゲームデザイン：旭橋わたる
- シナリオ：ジョージカシハラ、紫楼巧
- 原画：カワギシケイタロウ
- CG演出：奥間まさみ
- ムービー製作：神月社（Radiant Impression Prelude）
- 音楽：I've

## 主題歌
燐月-リンゲツ-
- 「eclipse」
  - 作詞：KOTOKO／作曲・編曲：中沢伴行／歌：川田まみ

真・燐月
- 「Cherish」
  - 作詞・歌：MOMO／作曲・編曲：井内舞子

## アダルトアニメ
燐月-リンゲツ- THE ANIMATION
Milky制作のアダルトアニメ、全3巻。
- 第一話 2006年7月25日発売
- 第二話 2006年8月25日発売
- 第三話 2006年9月25日発売

真・燐月
Platinum Milky制作のアダルトアニメ、全2巻。
- 上巻 真・祈り編 2008年11月25日発売
- 下巻 真・誓い編 2009年3月25日発売

エンディングテーマ「Cherish」
作詞・歌：MOMO／作曲・編曲：井内舞子

## 関連商品

### 燐月 MINI FANDISC
『燐月 MINI FANDISC』（りんげつ みに ふぁんでぃすく）は、2005年1月28日にSelenからCD-ROM2枚組で発売された、『燐月-リンゲツ-』用アクセサリーディスクである。
内容は以下の通り。
- 『燐月-リンゲツ-』のCGを見るためのビューアー（要『燐月-リンゲツ-』）
- 『燐月-リンゲツ-』のCGを使った壁紙
- 『燐月-リンゲツ-』本編用セーブデータ
- 『燐月-リンゲツ-』および『OL姉妹』の主題歌のCD-DA

### 燐月 Premium Box
2005年1月28日発売。
商品仕様
1. 『燐月-リンゲツ-』DVD-ROM通常版（DVD-ROM1枚＋CD-ROM1枚）※DVDトールケース仕様
2. 『燐月 MINI FANDISC』（CD-ROM2枚組、鈴音マウスパッド タイプAは付属しません）※DVDトールケース仕様
3. 鮎美＆鈴音マウスパッド
4. 燐月-リンゲツ- ビジュアルブックレット（絵本タイプ上製本・フルカラー40P）※版権画像を中心にVFB未収録画像なども収録。

### 書籍
- 燐月-リンゲツ- アンソロジーコミック
  - 2004年12月21日発売、宙出版刊、ISBN 4-77679-088-2
- 燐月-リンゲツ- ビジュアルファンブック
  - 2005年2月10日発売、キルタイムコミュニケーション刊、ISBN 4-86032-136-7
- 二次元ゲームノベルズ 燐月-リンゲツ-
  - キルタイムコミュニケーションから全2巻で発売。
    - 第1巻 -鮎美・詩乃篇- 2005年3月30日発売、ISBN 4-86032-149-9
    - 第2巻 -美津菜・結衣子篇- 2005年6月10日発売、ISBN 4-86032-175-8